# David Rockefeller
David Rockefeller (New York, 1915. június 12. – Pocantico Hills, New York, 2017. március 20.) amerikai bankár, John D. Rockefeller, Jr és felesége, Abby Aldrich Rockefeller utolsó gyermeke, egyben az olajmágnás és bankár, John D. Rockefeller, a Standard Oil (ExxonMobil), a Rockefeller Egyetem és a Rockefeller Alapítvány megalapítójának utolsó unokája. Hat gyermeke van, három fiú és három lány. Négy testvére: John D. III. Nelson, Laurence és Winthrop.

## Élete
David Rockefeller a szülői házban berendezett kórházban született New Yorkban. A házban antik, középkori és reneszánsz darabok voltak találhatók, melyek apja gyűjteményei voltak. Gyermekként sok időt töltött a szülői Kykuit kastélyban, északra New Yorktól. Gyakori vendég volt a kastélyban George C. Marshall tábornok, a Marshall-terv névadója, Richard Evelyn Byrd admirális, akinek antarktiszi expedícióját a Rockefellerek finanszírozták, a világbank elnöke, valamint John J. McCloy, a Külkapcsolatok tanácsának elnöke, a győztes hatalmak németországi képviselője.
Tanulmányait a Harvard Egyetemen végezte, majd további egyéves képzést folytatott gazdaságtudományból, majd utána egy évet a London School of Economics egyetemen. Itt találkozott először John F. Kennedyvel. Rockefeller ekkor a londoni Chase Manhattan banknál dolgozott. A második világháború kitörése után tisztiiskolába járt, majd 1945-ben előléptették hadnaggyá. 1946-ban a Rockefeller családhoz tartozó Chase National Banknál tevékenykedett, mely bank elsősorban az olajvállalatoknak nyújtott hiteleket. A bank elnöke a nagybátyja, Winthrop W. Aldrich volt, anyjának a testvére.

## Politika
Jó kapcsolatokat ápolt több amerikai elnökkel, mint Dwight D. Eisenhower és Jimmy Carter. Ez utóbbi felkérte a pénzügyminiszteri posztra és az USA központi bankja, a Federal Reserve System magánbank vezetésére, ő azonban visszautasította. A Council on Foreign Relations (Külkapcsolatok Tanácsa) tagjaként, majd elnökeként jó kapcsolatokat ápolt Henry Kissingerrel, az USA külügyminiszterével. 1979-ben John J. McCloy-jal együtt rábeszélték Jimmy Cartert, hogy a nép által elűzött, rákbeteg Reza Pahlavi iráni sahnak, adjanak menedéket az USA-ban. Ezt követően Teheránban, november 4-én, óriási tüntetések voltak az amerikai nagykövetség előtt, követelve az USA kormánytól, hogy adják ki Iránnak a volt sahot, majd túszul ejtettek 63 amerikai állampolgárt, és 444 napig fogva tartották őket. David Rockefeller emellett tagja volt a Trilaterális Bizottságnak és a Bilderberg csoportnak.

## Családja
Nagyapja John D. Rockefeller, a Standard Oil vállalat alapítója. Rockefeller 1940. szeptember 7-én vette feleségül Margaret MacGrathot. Házasságukból hat gyermek született.